# I believe (絢香單曲)
「I believe」為日本歌手絢香於2006年2月1日發行的出道單曲。

## 解說
- 本單曲登上2006年2月6日的Oricon單曲榜初登場第3名。這是創下女性歌唱暨詞曲寫作歌手出道作進入前三名的紀錄（刷新中島美嘉「STARS」於2001年11月7日以來的紀錄）。
- 1月15日音樂下載開始之後的42日，手機鈴聲下載次數突破100萬。這是女性歌手出道曲成績的最快記錄[1]。
- 好友[2]安藤美姬在2006-2007季中的花式溜冰大賽中的使用曲。安藤美姬使用的是英語歌詞，本英文版收錄於「Sing to the Sky」的初回限定版中。英譯歌詞者為Tim Jensen。但仍有部分未做英譯。在2007年世界花式溜冰選手全大賽時，絢香本人於東京體育館演唱日本語的原曲版[3]。

## 曲目
1. I believe
作詞：絢香、作曲：西尾芳彥 / 絢香、編曲：L.O.E
TBS電視台連續劇「輪舞曲」主題歌
「Monthly A Music」 selected by 5Kansai AM stations
2. 夢的碎片（夢のカケラ）
作詞：絢香、作曲：西尾芳彥、編曲：L.O.E
三日月單曲中的第3曲為本曲之LIVE版。
3. I believe （Instrumental）（作詞：絢香、作曲：西尾芳彦 / 絢香、編曲：L.O.E）

## 搭載項目
- 連續劇「輪舞曲」（TBS電視台） 主題歌

## 收錄專輯
- First Message（#1）
- Sing to the Sky（#17<English ver.>）
- ayaka's History 2006-2009（#1(Disc1)、#2(Disc2)）

## 脚注
1. ↑  . ORICON STYLE.   [2006-09-27]. （原始内容存档于2011-05-11）.
2. ↑  「我們的音樂 Our Music #212 絢香×安藤美姫」　フジテレビジョン、2008年6月27日放送。
3. ↑  . Excite.   [2007-03-26]. （原始内容存档于2010-01-13）.